# 修容 (稱號)
修容是中國、越南帝王妃嬪称号。始於中國三國時代，魏文帝开始设置修容之号，爵比亭侯。

## 中國
曹魏始設，晋朝、南朝、隋朝、唐朝时位列九嫔，视为九卿。隋炀帝时，为正二品，列九嫔。唐朝后宫二品是九嫔包括昭仪、昭容、昭华、修儀、修容、修華、充仪、充容、充華。

## 越南
黎初朝（後黎朝初期）時黎聖宗開始設置，位列九嬪，為「三修」之一，後黎朝九嬪分為三昭（昭儀、昭容、昭媛）、三修（修儀、修容、修媛）、三充（充儀、充容、充媛）。

## 中國修容列表
- 晋文帝修容王宣
- 晋武帝修容陈氏
- 宋武帝修容王氏，生彭城王刘义康
- 宋文帝修容陈氏，生东海王刘纬
- 宋文帝修容江氏，生武昌王刘浑
- 宋明帝修容郑氏，生东平王刘智井，养邵陵殇王刘友
- 齐高帝修容袁氏，生桂阳王萧铄
- 梁武帝修容阮令嬴，生梁元帝萧绎
- 梁武帝修容葛氏，生武陵王萧纪
- 陈宣帝修容韦氏，生湘东王陈叔平
- 唐德宗修容王氏
- 宋英宗修容张氏
- 宋度宗修容俞氏，生益国公赵宪、宋末帝赵昺
- 金朝完颜亮修容唐括石哥